# Zbigniew Rybczyński
Zbigniew Rybczyński (ur. 27 stycznia 1949 w Łodzi) – polski reżyser, operator filmowy, artysta multimedialny, programista komputerowy mieszkający w Stanach Zjednoczonych, laureat Oscara za krótkometrażowy film animowany Tango.

## Kariera

### Warsztat Formy Filmowej i Se-ma-for
Ukończył liceum plastyczne w Warszawie, po szkole średniej pracował w Studiu Miniatur Filmowych jako animator. W 1969 roku rozpoczął studia na wydziale operatorskim łódzkiej PWSFTviT, ukończone w 1973 roku. W łódzkiej szkole filmowej zrealizował etiudy Kwadrat i Take Five. Podczas studiów i bezpośrednio po ich ukończeniu jako operator zdjęć do filmów m.in. Andrzeja Barańskiego, Wojciecha Wiszniewskiego i Grzegorza Królikiewicza (Tańczący jastrząb, 1977). Był członkiem łódzkiej grupy Warsztat Formy Filmowej. Jak sam przyznawał, nie pasował do grupy artystów WFF. Sam uczestniczył w dwóch spotkaniach, podczas których zajmowano się głównie „piciem piwa i grypsowaniem”.
Debiutował w Se-ma-forze w 1973 filmem Plamuz. Był to jeden z pierwszych w Polsce animowanych teledysków muzycznych ze Zbigniewem Namysłowskim w roli głównej. W Se-ma-forze Rybczyński zrealizował szereg filmów z wykorzystaniem pomysłów formalnych, ukazujących różnorodne możliwości techniki filmowej. Do jego najważniejszych filmów z okresu w Se-ma-forze należą: Zupa, Nowa książka, Oj nie mogę się zatrzymać, Lokomotywa, Święto, Piątek – Sobota, Media, Wdech wydech i wreszcie – nakręcone w 1980 – Tango.

### Emigracja
Tango zakończyło współpracę Rybczyńskiego z Se-ma-forem. W 1982 Zbigniew Rybczyński wyjechał z Polski do Austrii, gdzie uzyskał azyl polityczny. Po otrzymaniu w 1983 Oscara za film Tango, postanowił wyjechać z rodziną do USA. Początkowo zatrzymał się w Los Angeles, aby ostatecznie przenieść się do Nowego Jorku, gdzie zrealizował swoje amerykańskie filmy.
Następne jego filmy zostały zrealizowane w technikach komputerowych, m.in. Schody (inspirowane słynną sceną z Pancernika Potiomkina Siergieja Eisensteina), Orkiestra (nagroda Emmy – 1990 – za efekty specjalne), Manhattan, Washington, Kafka. Realizował też teledyski muzyczne między innymi dla Micka Jaggera, do piosenki Imagine Johna Lennona, dla Simple Minds, The Art of Noise, Chucka Mangione, Pet Shop Boys, Alan Parsons Project, Yoko Ono, Lou Reeda, Supertramp, Rush, Lady Pank (angielska wersja piosenki Mniej niż zero).
Około roku 1992 artysta rozpoczął pisanie własnych programów komputerowych i rozwiązywanie problemów związanych z kreacją obrazu poprzez tworzenie nowych narzędzi cyfrowych. Dalsze studia nad stanem obrazu technicznego i poszukiwanie własnych rozwiązań zmierzają w kierunku integracji istniejących narzędzi oraz powstania zuniwersalizowanej inżynierii obrazu. Artysta stara się rozwiązać sprzeczności obrazu i przygotować taką konfigurację narzędzi i programów, które pozwolą na realizację swobodnych, a jednocześnie realistycznych wizji. Technika łączenia wielowarstwowych obrazów (image compositing) przyniosła mu amerykańskie patenty techniczne, a jego software znajduje zastosowanie w przemyśle filmowym i telewizyjnym. Obraz techniczny jest nieciągły, składa się z punktów, na taśmie celuloidowej są to ziarna światłoczułej emulsji, w ekranie monitora są to punkty świetlne. „Ponieważ obraz komputerowy (elektroniczny) składa się wyłącznie z pikseli, moim jedynym obiektem/tematem programowania jest piksel”.
W latach 1998–2001 wykładał w Wyższej Szkole Mediów (Kunsthochschule für Medien) w Kolonii.

### Okresowy pobyt w Polsce
W 2008 Zbigniew Rybczyński nawiązał współpracę z Wyższą Szkołą Biznesu – National-Louis University w Nowym Sączu. W 2009 stworzył Centrum Technologii Audiowizualnych we Wrocławiu, którego był dyrektorem artystycznym. Było to studio wielowarstwowego obrazu realizowanego bez postprodukcji.
W marcu 2009 Rybczyński wrócił do Polski i zamieszkał we Wrocławiu, gdzie w miejscu dawnej Wytwórni Filmów Fabularnych założył Centrum Technologii Audiowizualnych (CeTa). W centrum, które zostało oficjalnie otwarte w styczniu 2013 roku, znajdowała się zaprojektowana przez Rybczyńskiego najnowocześniejsza pracownia do produkcji wielowarstwowych obrazów filmowych oraz instytut badań nad obrazem i technologiami wizualnymi.
W 2014 roku, po konflikcie z dyrekcją CETy, Rybczyński wyjechał z Polski do USA i osiedlił się na dwuhektarowym ranczo niedaleko Tucson w Arizonie. Wraz z żoną Dorotą Zgłobicką, która również jest filmowcem, stworzył Gila Monster Studios.

## Procesy sądowe
W październiku 2009 został zatrzymany w Nowym Sączu przez służby porządkowe za jazdę samochodem pod wpływem alkoholu. Miał 1,4 promila alkoholu we krwi.
W 2015 roku były minister kultury Bogdan Zdrojewski prawomocnie przegrał proces o ochronę dóbr osobistych ze Zbigniewem Rybczyńskim, który jakoby miał się domagać zatrudnienia swojej żony w Centrum Technologii Audiowizualnych na stanowisku dyrektorskim.

## Życie prywatne
Z małżeństwa z Wandą Rybczyńską (zm. 1999) ma syna Pawła. Obecnie w związku małżeńskim z Dorotą Zglobicką.

## Filmografia
- 1972

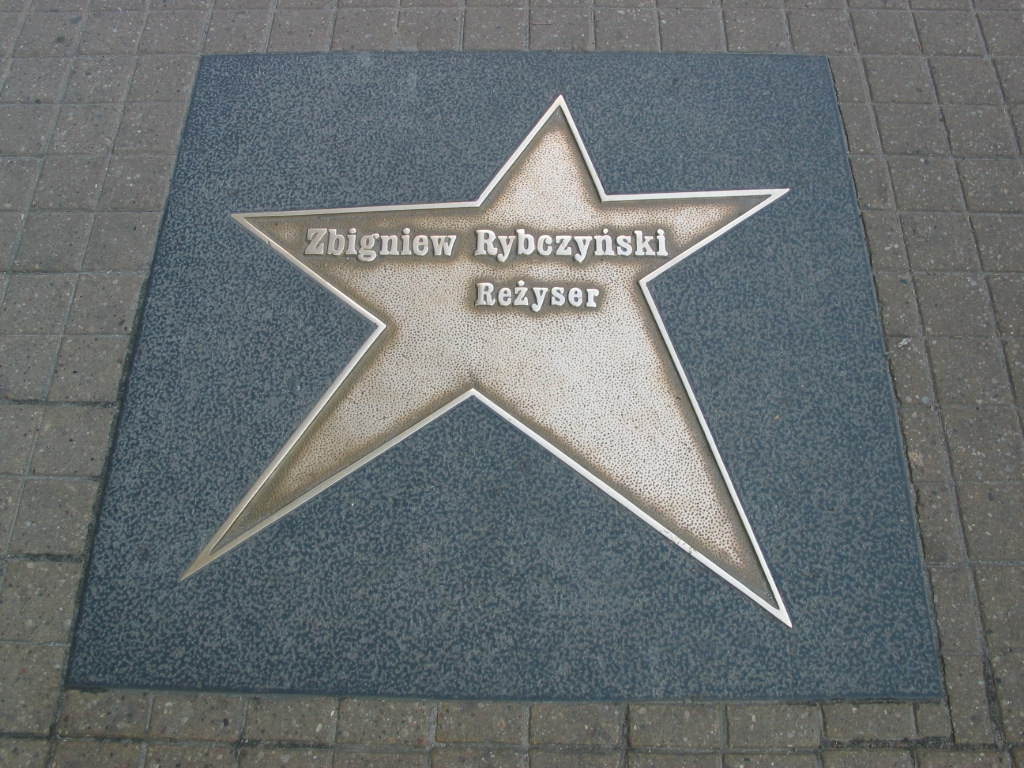
Gwiazda w łódzkiej Alei Gwiazd

  - Kwadrat (Square) – 35 mm film krótkometrażowy, 4:40, PWSFTviT w Łodzi.
  - Take Five – 35 mm film krótkometrażowy, 3:35, PWSFTviT w Łodzi.
- 1973
  - Plamuz (Music Art) – 35 mm film krótkometrażowy, 9:38, SMFF Se-ma-for Łódź
- 1974
  - Zupa (Soup) – 35 mm short film krótkometrażowy, 8:22, SMFF Se-ma-for Łódź
- 1975
  - Nowa książka (New Book) – 35 mm film krótkometrażowy, 10:26, SMFF Se-ma-for Łódź
  - Lokomotywa (Locomotive) – 35 mm film krótkometrażowy, 9:38, SMFF Se-ma-for Łódź
  - Święto (Holiday) – 35 mm film krótkometrażowy, 9:38, SMFF Se-ma-for Łódź
- 1976
  - Oj! Nie mogę się zatrzymać! (Oh, I Can’t Stop!) – 35 mm film krótkometrażowy, 10:07, SMFF Se-ma-for Łódź
  - Weg zum Nachbarn (Way To Your Neighbor) – 35 mm film krótkometrażowy, 2:30, SMFF Se-ma-for Łódź, Wiedeń
- 1977
  - Piątek – Sobota (Friday – Saturday) – 35 mm film krótkometrażowy, 3:00, SMFF Se-ma-for 1979
  - Mein Fenster (Moje okno – My Window) – 35 mm film krótkometrażowy, 2:26, Wiedeń
  - Tańczący jastrząb – zdjęcia 35 mm film pełnometrażowy, reż. Grzegorz Królikiewicz, 98:00, Zespół Filmowy Profil
- 1980
  - Tango – 35 mm film krótkometrażowy, 8:14, SMFF Se-ma-for Łódź
  - Media – 35 mm film krótkometrażowy, 1:36, SMFF Se-ma-for Łódź
  - Sceny narciarskie z Franzem Klammerem (Ski Scenes with Franz Klammer) – 35 mm dokumentalny film, we współpracy z Bogdanem Dziworskim, WFO Łódź i Signal Film, Wiedeń
- 1981
  - Wdech-Wydech (Inhale-Exhale) – 35 mm paradokumentalny film, 30 min, we współpracy z Bogdanem Dziworskim, SMFF Se-ma-for Łódź, dla TVP
- 1983
  - Angst (Fear) – 35mm film fabularny, horror, 91 min, zdjęcia, montaż Zbig Rybczynski, scenariusz Zbig Rybczynski i Gerald Kargl, reżyseria i produkcja Gerald Kargl, Austria, muzyka Klaus Schulze
- 1984
  - Sign Of The Times – teledysk muzyczny, wykonawca Grandmaster Flash, 4:25, Elektra/Asylum Records
  - The Real End – teledysk muzyczny, wykonawca Rickie Lee Jones, 4:47, Warner Bros.
  - All that I wanted – teledysk muzyczny, wykonawca Belfegore, 4:15, Elektra Records
  - Diana D – teledysk muzyczny, wykonawca Chuck Mangione, 4 min, CBS Records
  - Close To The Edit – teledysk muzyczny, wykonawca Art Of Noise, 4:30, Island Records
  - The Discreet Charm Of The Diplomacy – eksperymentalne, krótkie video, 2:56, The Nbc New Show TV
  - The Day Before – eksperymentalne, krótkie video, 1:38, The New Show Nbc TV
- 1985
  - Lose Your Love – teledysk muzyczny, wykonawca Blancmange, 3:54, Warner Bros.
  - Alive And Kicking – teledysk muzyczny, wykonawca Simple Minds, 5:25, A&M Records
  - Ultima Ballo – teledysk muzyczny, wykonawca Angel And Maimone, 4:50, Virgin Records
  - Midnight Mover – teledysk muzyczny, wykonawca Accept, 3:10, Epic Records
  - Minus Zero (Mniej niż zero) – teledysk muzyczny, wykonawca Lady Pank, 3:55, MCA Records
  - She Went Pop – teledysk muzyczny, wykonawca I Am Siam, 4:10, Columbia Records
  - Hot Shot – teledysk muzyczny, wykonawca Jimmy Cliff, 3:55, CBS Records
  - P-Machinery – teledysk muzyczny, wykonawca Propaganda, 3:45, Island Records
  - Who Do You Love – teledysk muzyczny, wykonawca Bernard Wright, 4:15, Capitol Records
- 1986
  - Imagine – eksperymentalny film HDTV, 4:20, muzyka: John Lennon, Rebo/Rybczynski Production
  - Candy – HDTV teledysk muzyczny, wykonawca Cameo, 4:20, Polygram Records, Rebo Production
  - The Original Wrapper – teledysk muzyczny, wykonawca Lou Reed, 4:40, RCA Records
  - I Cant Think About Dancing – teledysk muzyczny, wykonawca Missing Persons, 4 min, Capitol Records
  - Sex Machine – teledysk muzyczny, wykonawca Fat Boys, 4 min, Tin Pan Apple/Sutra Records
  - All The Things She Said – teledysk muzyczny, wykonawca Simple Minds, 4:15, Virgin Records
  - Hell In Paradise – teledysk muzyczny, wykonawca Yoko Ono, 3:30, OnoVideo/Polygram Records
  - Stereotomy – teledysk muzyczny, wykonawca The Alan Parsons Project, 4:10, Arista Records
  - Opportunities – teledysk muzyczny, wykonawca Pet Shop Boys, 3:40, EMI Records
- 1987
  - Let’s Work – HDTV teledysk muzyczny, wykonawca Mick Jagger, 4:05, CBS Records
  - Why Should I Cry? – HDTV teledysk muzyczny, wykonawca Nona Hendryx, 4 min, EMI Records, Rebo Production
  - Keep Your Eye On Me – HDTV teledysk muzyczny, wykonawca Herb Alpert, 5:15, A&M Records, Rebo Production
  - Steps (Schody)- eksperymentalne video/35 mm film, 26 min, Zbig Vision, KCTA-TV(PBS), Channel Four
  - I Am Begging You – teledysk muzyczny, wykonawca Supertramp, 4 min, A&M Records
  - Time Stands Still – teledysk muzyczny, wykonawca Rush, 3:30, Polygram Records
  - Something Real – teledysk muzyczny, wykonawca Mister Mister, 4:10, BMG Music
  - Dragnet 1987 – teledysk muzyczny, wykonawca Art Of Noise, 3 min, Chrysalis Records
- 1988
  - Fluff – czołówka video, 1:47, HDTV, RAI-TV
  - The Duel – a tribute to G. Melies, 4:08, HDTV, Telegraph,
  - Blue Like You – HDTV teledysk muzyczny, wykonawca Etienne Daho, 3:41, Virgin Records
  - The Fourth Dimension – eksperymentalny film – 35 mm/video, 27 min, Zbig Vision, RAI III, Canal+ i KTCA-TV(PBS)
- 1989
  - Capriccio No. 24 – eksperymentalny film HDTV, 6:18, Tve’s The Art of Video
  - You Better Dance – HDTV teledysk muzyczny, wykonawca The Jets, 3:34, MCA Records
  - Cowbell – HDTV teledysk muzyczny, wykonawca Takeshi Itoh, 4 min, CBS Records
  - GMF Groupe – promo, 2:03, HDTV, Zbig Vision i Ex Nihilo
- 1990
  - Orkiestra (The Orchestra) – HDTV film średniometrażowy, 57:11, Zbig Vision i Ex Nihilo, koprodukcja NHK, Canal+ i PBS Great Performances.
- 1991
  - Manhattan – eksperymentalny film HDTV, 28 min, Zbig Vision i NHK Enterprises USA, Inc.
  - Washington – eksperymentalny film HDTV, 28 min, Zbig Vision i NHK Enterprises USA, Inc.
  - VH-1 Jingles – promo, 0:46, HDTV for VH-1
- 1992
  - Kafka – HDTV długi film, 52:16, Telemax, Les Editions Audiovisuelles
  - Curtains – czołówka dla Tonight Show, 0:34, HDTV, NBC TV
- 2010
  - The Vision – co-reżyser Dorota Zgłobicka, 08:27, Zbig Vision, Polska[7].

## Nagrody i wyróżnienia filmowe
| Rok  | Film         | Festiwal/organizator                                                      | Nagroda                                           |
| ---- | ------------ | ------------------------------------------------------------------------- | ------------------------------------------------- |
| 1975 | Zupa         | Krakowski Festiwal Filmowy                                                | Nagroda Główna „Srebrny Smok”                     |
| 1976 | Nowa książka | Krakowski Festiwal Filmowy                                                | Brązowy Lajkonik                                  |
| 1976 | Nowa książka | Międzynarodowy Festiwal Filmów Krótkometrażowych w Oberhausen             | Nagroda Główna                                    |
| 1977 | Nowa książka | Międzynarodowy Festiwal Filmów Krótkometrażowych w Huesce                 | Wyróżnienie                                       |
| 1977 | Nowa książka | Międzynarodowy Festiwal Filmowy w Melbourne                               | III Nagroda                                       |
| 1977 | Święto       | Przegląd Filmów Krótkich „Zygzakiem” w Warszawie                          | I Nagroda w Plebiscycie Publiczności              |
| 1978 | Zupa         | Międzynarodowy Festiwal Filmowy w Chicago                                 | Złota Rozeta                                      |
| 1979 | Mein Fenster | Międzynarodowy Festiwal Filmów Krótkometrażowych w Oberhausen             | III Nagroda                                       |
| 1981 | Tango        | Międzynarodowy Festiwal Filmów Animowanych w Annecy                       | Nagroda Główna „Kryształ Annecy”                  |
| 1981 | Tango        | Międzynarodowy Festiwal Filmów Animowanych w Annecy                       | Nagroda Publiczności                              |
| 1981 | Tango        | Międzynarodowy Festiwal Filmów Krótkometrażowych w Huesce                 | Nagroda Publiczności                              |
| 1981 | Tango        | Międzynarodowy Festiwal Filmów Krótkometrażowych w Huesce                 | Nagroda Specjalna Jury                            |
| 1981 | Tango        | Ogólnopolski Konkurs Autorskiego Filmu Animowanego w Krakowie             | Nagroda Prezydenta Miasta Krakowa                 |
| 1981 | Tango        | Krakowski Festiwal Filmowy                                                | Brązowy Lajkonik w kategorii filmu animowanego    |
| 1981 | Tango        | Międzynarodowy Festiwal Filmów Krótkometrażowych w Oberhausen             | Nagroda FIPRESCI                                  |
| 1981 | Tango        | Międzynarodowy Festiwal Filmów Krótkometrażowych w Oberhausen             | Nagroda Klubów Filmowych FICC                     |
| 1981 | Tango        | Międzynarodowy Festiwal Filmów Krótkometrażowych w Oberhausen             | Wielka Nagroda miasta Oberhausen                  |
| 1981 | Tango        | Międzynarodowy Festiwal Filmów Krótkometrażowych w Oberhausen             | Wyróżnienie Jury Ewangelickiego                   |
| 1983 | Tango        | Amerykańska Akademia Sztuki i Wiedzy Filmowej                             | Oscar za najlepszy krótkometrażowy film animowany |
| 1985 | Plamuz       | Międzynarodowy Festiwal Filmów Muzycznych „Jazz Film Saloon” we Wrocławiu | I Nagroda w kategorii filmów                      |
| 1987 | Imagine      | Międzynarodowy Festiwal Filmowy w Rio                                     | Nagroda Specjalna                                 |
| 1987 | Imagine      | MIDEM w Cannes                                                            | Srebrny Lew za najlepszy teledysk                 |

## Inne nagrody i wyróżnienia
- Złoty Medal „Zasłużony Kulturze Gloria Artis” (28 sierpnia 2007)[9]
- Honorowy „Złoty Glan”, nagroda kina „Charlie” w Łodzi (2007)
- tytuł doktora honoris causa Państwowej Wyższej Szkoły Filmowej, Telewizyjnej i Teatralnej im. Leona Schillera w Łodzi w dziedzinie sztuki filmowej (6 czerwca 2008)[10]
- Nagroda im. Katarzyny Kobro (2008)[11]
- Nagroda za całokształt twórczości i wkład w rozwój Sztuki Filmowej na Batumi International Art-House Film Festival (2010)
- „Duży Piotruś” za szczególny wkład w historię filmu animowanego na Se-Ma-For Film Festival w Łodzi (2012)
- Nagroda Prezydenta Wrocławia (2012)[12]
- Nagroda Specjalna i członkostwo honorowe Stowarzyszenia Autorów ZAiKS (2019)[13]
- tytuł doktora honoris causa Akademii Sztuk Pięknych we Wrocławiu (2023)
- Nagroda 100-lecia ZAiKS-u (2024)
- tytuł „Honorowego Obywatela Animacji - Krainy Nieograniczonych Możliwości” przyznany na XII Ogólnopolskim Festiwalu Polskiej Animacji O!pla (2024)

Źródło:.

### Upamiętnienie
Rybczyński jest bohaterem filmu dokumentalnego pt. Zbig z 2000 w reż. Natalii Korynckiej-Gruz. Jest także jednym z bohaterów książki Jerzego Armaty Anima. Mistrzowie polskiej animacji (wyd. EGoFILM, Warszawa 2025).